# Le Collier de la colombe

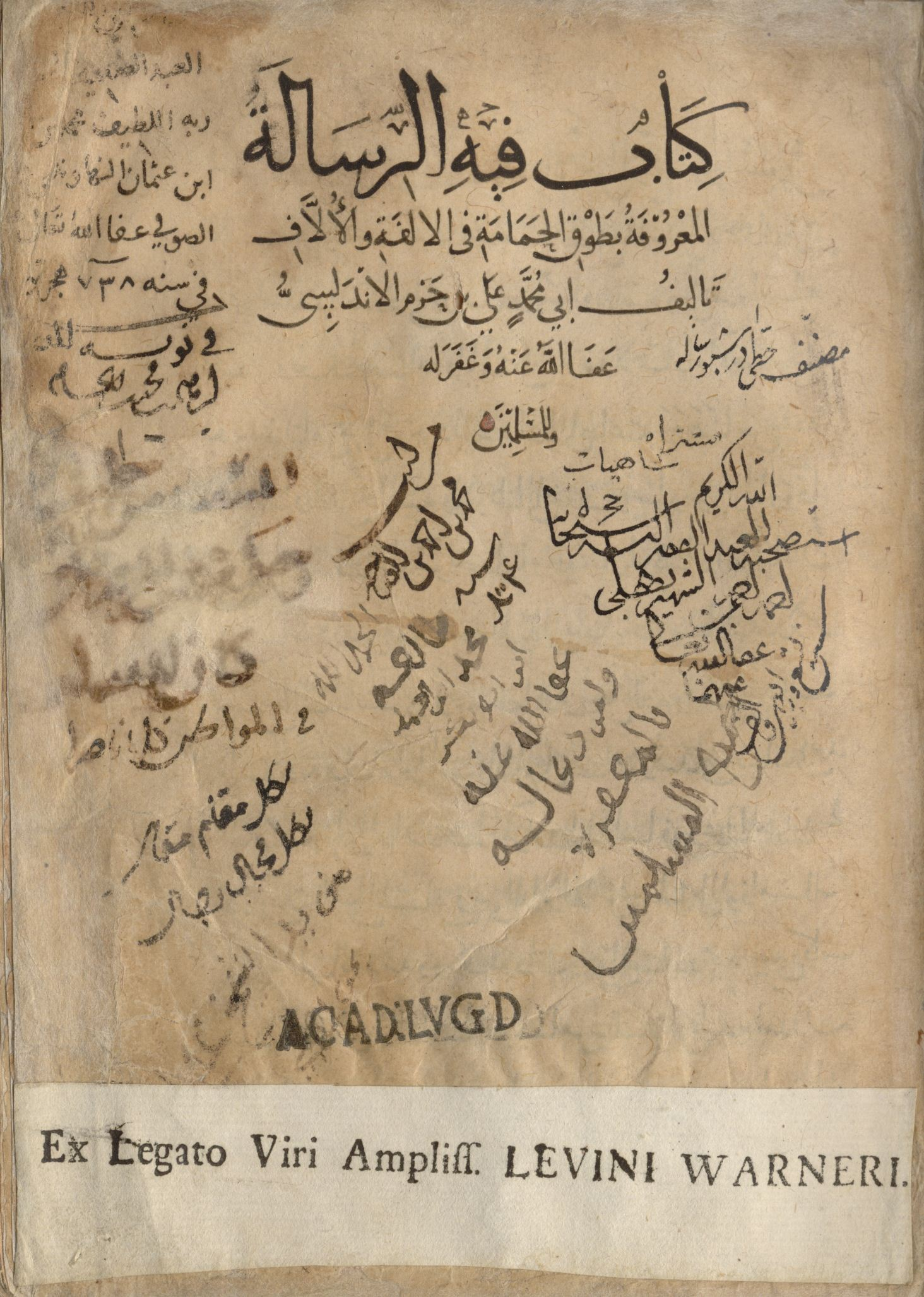
Le Collier de la colombe
(Ms. in Bibl. Leiden)

Le Collier de la colombe (en arabe, طوق الحمامة Ṭawq al-hamāma) est une œuvre en prose du XIe siècle écrite en arabe vers 1023 par Ibn Hazm alors qu'il vivait à Xàtiva. Il s'agit d'un livre de réflexion sur la véritable essence de l'amour, essayant de découvrir ce qu'il a de commun et d'immuable au cours des siècles et des civilisations. Il constitue un diwan, ou anthologie poétique sur le thème amoureux.
Divers aspects de l'expérience amoureuse sont exposés dans l'ouvrage, ce qui en fait un témoignage de première main sur les mœurs amoureuses d'Al-Andalus sous le Califat de Cordoue.
Dans son introduction, Gabriel Martinez-Gros indique qu'en filigrane de l'ouvrage se trouve l'histoire du califat de Cordoue et que, suivant le niveau de lecture adopté, l'amour dont il est question est celui des Omeyyades.

## Résumé de l'œuvre chapitre par chapitre

### Prologue
Dans le prologue, Ibn Hazm explique qu’un ami l’aurait chargé de composer pour lui un essai décrivant l’amour, ses causes et effets. Ibn Hazm s'engage avec plaisir à contenter cette requête, en prévenant néanmoins qu’il ne pourra jamais embrasser toute la vastitude du sujet. Il explique également qu’il appose des limites à son essai, ne parlant que de choses concernant l’amour dont il fut témoin ou qu’il sait être de source sûre. Il raconte également qu’il se refuse à parler de ces amours concernant les bédouins et leurs ancêtres.
| Arabe | Français |
| --- | --- |
| والتزمت في كتابي هذا الوقوف عند حدك، والاقتصار على ما رأيت أوضح عندي بنقل الثقات ودعني من أخبار الأعراب والمتقدمين، فسبيلهم غير سبيلنا، وقد كثرت الأخبار عنهم، وما مذهبي أن أنضي مطية سواي، ولا أتحلى بحلى مستعار | J'ai été obligé dans ce livre de m'en tenir aux limites que tu m'as fixées, et de te résumer ce que j'ai vu de mes propres yeux, ou ce qui me paraît digne de foi dans les récits de personnes fiables. Pardonne-moi donc de ne pas évoquer les histoires des Bédouins et des anciens, car leurs coutumes sont très différentes des nôtres. J'aurais pu profiter des innombrables nouvelles qu'on raconte à leur sujet ; mais ce n'est pas dans mes habitudes de monter une monture qui n'est pas la mienne, ni de porter des bijoux empruntés. |

## Éditions
- Tawq al-hamâmah fi-l-ulfah wa-l-ullâf (Le Collier de la colombe. Sur l'amour et les amants), traduit par Gabriel Martinez-Gros, Paris, Sindbad, 1992 ;
  - Réédition sous le titre Le Collier de la colombe (De l'amour et des amants), Paris, Actes Sud, coll. « Babel » no 988, 2009, 251 p.  (ISBN 978-2-7427-8828-6) ;
- Autre traduction par Léon Bercher sous le titre Le Collier de la colombe : l'amour et l'amitié dans les traditions arabo-islamiques, Bobigny, Créadif livres, 1992  (ISBN 2-909667-01-4) ;
  - Réédition de cette dernière traduction sous le titre Promenades amoureuses : Le Collier de la colombe, Paris, Bachari, 2014  (ISBN 978-2-913678-51-4) ;
  - Réédition sous le titre Les Affinités de l'amour dans la tradition musulmane : Le Collier de la colombe, Paris, Éditions IQRA, 2015, 233 p.  (ISBN 2-909667-16-2).